# Ошибка смерти
«Ошибка смерти» — драма русского поэта Велимира Хлебникова.

## История создания
Создание драмы «Ошибка смерти» датировано В. Хлебниковым 23 ноября 1915 года.

## Постановки
При жизни Хлебникова предпринималось несколько попыток поставить «Ошибку Смерти». В ноябре 1917 года драму пытался поставить сам Хлебников вместе с Владимиром Татлиным и Артуром Лурье. А. С. Лурье написал в 1917 году музыку к пьесе. Николай Пунин и Артур Лурье лично просили на прёме у свежеиспечённого наркома просвещения Анатолия Луначарского разрешить поставить драму в примыкавшем к Зимнему дворцу Эрмитажном театре.
В 1917 году пьесу намеревался поставить В. Э. Мейерхольд. Эскизы декораций для этой неосуществлённой постановки выполнил 17-летний художник Владимир Дмитриев.
Также предпринимали попытки постановок Н. Н. Пунин, А. Н. Андриевский (1919 год, Харьков), С. Э. Радлов и др.
Единственная прижизненная постановка «Ошибки Смерти» состоялась в Ростове-на-Дону в августе-сентябре 1920 года при участии самого автора. Постановку осуществил театр-студия «Театральная мастерская». Режиссёр постановки, скрывшийся под псевдонимом Б. В. (Аркадий Борисович Надеждов), вспоминал: «Ставлю „Ошибку Смерти“. Хлебников присутствует на репетициях. Иногда делает замечания. Особенно интересует его Барышня Смерть. И тут же на репетициях он что-то торопливо набрасывает».
В 1976 году пьесу поставил авангардный театр «Патагруппо» в Риме.
В августе 2019 года пьеса Велимира Хлебникова «Ошибка Смерти или тринадцатый гость» была поставлена творческим объединением «Театр на перекрёстке» под руководством режиссёра В. Зыковой в посёлке Вырица, Ленинградской области..

## Интересные факты
- В настоящее время в Ростове-на-Дону по адресу пер. Газетный 46, в бывшем помещении кафе «Подвал поэтов», в котором состоялась первая постановка пьесы «Ошибка смерти», находится общественный туалет[9].